# Альваро Колом
Альваро Колом Кабальєрос (ісп. Álvaro Colom Caballeros; 15 червня 1951, Гватемала — 23 січня 2023, там само) — гватемальський політик, президент країни з 2008 до 2012 року. Лідер соціал-демократичної партії Національний союз надії.

## Життєпис
Розпочав свою кар'єру як бізнесмен. Після його обрання на пост президента з'ясувалось, що Колом брав активну участь у партизанському русі за часів громадянської війни. Таку інформацію суспільство сприйняло вкрай негативно.
2003 вийшов у другий тур президентських виборів, але програв Оскару Бергеру. 9 вересня 2007 у другому турі президентських виборів переміг правого кандидата Отто Переса Моліну з мінімальним відривом та за низької явки виборців.
Місцева преса у багатьох публікаціях називає Колома та його адміністрацію найбільшими нездарами за всю історію Гватемали, й у той же час Колом був найбільш високооплачуваним президентом Латинської Америки — його зарплатня становила $18 500 на місяць. Це спричинило шквал критики у гватемальському суспільстві.
У травні 2009 спалахнув скандал, пов'язаний з оприлюдненням відеозапису, на якому 47-річний адвокат на ім'я Родріго Розенберг передрікав, що невдовзі буде убитий, а його убивство станеться ніби за дорученням чи за згоди Альваро Колома та його дружини Сандри Торрес. Невдовзі Розенберга дійсно було вбито, хоча обставини убивства упродовж деякого часу залишались нез'ясованими. Тим не менше, представники опозиційних партій та лідер опозиції Отто Перес Моліна негайно зажадали від президента подати у відставку для того, щоб розслідування убивства могло бути проведено об'єктивно. Колом відмовився піти у відставку й відкинув звинувачення у своїй причетності до убивства. У січні 2010 року було оприлюднено результати розслідування смерті Розенберга, що проводилось прокуратурою та спеціальною міжнародною комісією під егідою ООН. Відповідно до даних розслідування Родріго Розенберг сам організував своє убивство внаслідок особистих і родинних негараздів.
8 квітня 2011 Колом офіційно розлучився, щоб Сандра Торрес могла брати участь у майбутніх президентських виборах, оскільки конституція забороняє родичам чинного президента висувати свою кандидатуру на пост глави держави.